# Dysoxylum oliveri
Dysoxylum oliveri är en tvåhjärtbladig växtart som beskrevs av Dietrich Brandis. Dysoxylum oliveri ingår i släktet Dysoxylum och familjen Meliaceae. Inga underarter finns listade i Catalogue of Life.